# سقط رجل (أغنية)
مان داون هي أغنية سجلتها المغنية البربادوسية ريانا من ألبومها الخامس، لاود (2010). أرسلت الأغنية إلى ريذمك وإيربان راديو في 3 مايو، 2011. وصدرت كأغنية منفردة سادسة في الولايات المتحدة وكذلك في بعض البلدان على الصعيد الدولي في 11 يوليو 2011. الأغنية من كتابة شاما «ساك باس» يوسف، تيموثي وثيرون توماس، وشونتيل لين، من إنتاج شاما.
تلقت «مان داون» مراجعات إيجابية من نقاد الموسيقى، البعض وصف الأغنية بأنها عودة ريانا إلى إيقاع البحر الكاريبي. في الولايات المتحدة، على الرغم صدور الأغنية في ريذمك وإيربان راديو، الأغنية بلغت ذروتها في المركز التاسع والخمسون في بيلبورد هوت 100 والمركز التاسع في بيلبورد هوت أغاني آر أند بي/هيب-هوب. تم إخراج الفيديو المصور بواسطة المخرج أنثوني ماندلير، يصور ريانا وهي تطلق النار على رجل بعد ما هاجمها، وتقوم بالغناء عن كيف هي نادمة عن تصرفاتها. بسبب طبيعة الفيديو العنيفة، انتقد مجلس تلفزيون الآباء المغنية وحاولوا حظر الفيديو لكنهم لم ينجحوا بذلك. أدرجت الأغنية في جولة لاود (2011) وجولة دايموندز العالمية (2013).

## الأداء التجاري

### أمريكا الشمالية
قبل أن تصبح أغنية منفردة، دخلت «مان داون» بيلبورد هوت أغاني آر أند بي/هيب-هوب في المركز الرابع والثمانون يوم 9 أبريل، 2011 وبلغت ذروتها في المركز التاسع. في 11 يونيو، 2011, دخلت بيلبورد هوت 100 لأول مرة في المركز الرابع والتسعون وبلغت ذروتها في المركز التاسع والخمسون. أدرجت الأغنية في المركز السابع والأربعون في قائمة أفضل أغاني آر أند بي/هيب-هوب مبيعاً لعام 2011. في كندا، الأغنية بلغت ذروتها في الثالث والستون.

### أوروبا
دخلت «مان داون» أيضاً في مخططات بلدان أخرى نظراً لصدورها في بعض أراضي أوروبية في يوليو 2011. دخلت فرنسا لأول مرة في المركز الخامس والستون يوم 4 يوليو، 2011, بعد صدور تحميل رقمي للأغنية وصلت إلى المركز الأول هناك في 25 يوليو، 2011. لمدة خمسة أسابيع. أصبحت أغنية ريانا الثامنة التي تصل إلى المراكز الخمسة الأولى في هذا المخطط، في أعقاب الأغاني المنفردة من لاود، «اونلي غيرل (اون ذا وورلد)» و «إس أند إم». في سويسرا ارتفعت إلى المراكز العشرة الأولى، وصلت إلى التاسع، وصلت إلى المركز الأول في مخطط روماندي (جزء فرنسي من سويسرا). الأغنية بدأت بطيئة في هولندا، لكن في الأسبوع الرابع قفزت من المركز الثلاثون إلى الرابع. مع صدور الفيديو، الأغنية تمكنت من الوصول إلى المركز الرابع والخمسون وفي داخل المراكز العشرون الأولى في آر أند بي المملكة المتحدة في المركز الخامس عشر، على الرغم من عدم صدور الأغنية رسمياً في هذا الدولة. في النرويج، الأغنية وصلت إلى المراكز العشرون الأولى في المركز السابع عشر وفي بلجيكا (والونيا) المركز التاسع عشر، على الرغم من عدم صدور الأغنية رسمياً هناك. في بولندا، الأغنية وصلت إلى المركز الخامس، في نهاية المطاف بلغت ذروتها في المركز الرابع. في رمانيا بلغت ذروتها في المركز الخامس، أصبحت أغنية ريانا الخامسة عشر التي تدخل المراكز العشرة الأولى هناك.

## الجوائز والترشيحات
| السنة | الحفل                    | الفئة            | النتيجة |
| ----- | ------------------------ | ---------------- | ------- |
| 2011  | جوائز سول ترين الموسيقية | أفضل أداء كاريبي | فوز     |

## قائمة أغاني الأغنية المنفردة
- نسخة الألبوم[19]

1. «مان داون» – 4:27

- تحميل رقمي[20]

1. «مان داون» (نسخة الأغنية المنفردة) – 4:27

## الرسوم البيانية
| المخطط (2011)                         | المركز | المصادر |
| ------------------------------------- | ------ | ------- |
| بلجيكا (فلاندرز)                      | 3      | [ 21 ]  |
| بلجيكا (والونيا)                      | 2      | [ 22 ]  |
| كندا                                  | 63     | [ 23 ]  |
| جمهورية التشيك                        | 19     | [ 24 ]  |
| فرنسا                                 | 1      | [ 25 ]  |
| المجر (مراكز الراديو الأربعين الأولى) | 11     | [ 26 ]  |
| أيسلندا                               | 25     | [ 27 ]  |
| إيطاليا                               | 8      | [ 28 ]  |
| لوكسمبورغ                             | 10     | [ 29 ]  |
| لبنان                                 | 18     | [ 30 ]  |
| هولندا                                | 3      | [ 31 ]  |
| النرويج                               | 7      | [ 32 ]  |
| بولندا                                | 4      | [ 33 ]  |
| بولندا (مراكز الدانس الخمسين الأولى)  | 1      | [ 34 ]  |
| رومانيا                               | 5      | [ 18 ]  |
| كوريا الجنوبية                        | 54     | [ 35 ]  |
| سلوفاكيا                              | 37     | [ 36 ]  |
| السويد                                | 31     | [ 37 ]  |
| سويسرا                                | 9      | [ 38 ]  |
| سويسرا (روماندي)                      | 1      | [ 39 ]  |
| المملكة المتحدة                       | 54     | [ 40 ]  |
| آر أند بي المملكة المتحدة             | 15     | [ 41 ]  |
| بيلبورد هوت 100                       | 59     | [ 42 ]  |
| بيلبورد هوت أغاني آر أند بي/هيب-هوب   | 9      | [ 43 ]  |

| المخطط (2011)                       | المركز | المصادر |
| ----------------------------------- | ------ | ------- |
| بلجيكا (فلاندرز)                    | 26     | [ 44 ]  |
| بلجيكا (والونيا)                    | 33     | [ 45 ]  |
| فرنسا                               | 9      | [ 46 ]  |
| المجر                               | 73     | [ 47 ]  |
| هولندا                              | 16     | [ 48 ]  |
| هولندا (مراكز ميغا المائة الأولى)   | 24     | [ 49 ]  |
| رومانيا                             | 27     | [ 50 ]  |
| السويد                              | 73     | [ 51 ]  |
| سويسرا                              | 50     | [ 52 ]  |
| بيلبورد هوت أغاني آر أند بي/هيب-هوب | 47     | [ 6 ]   |

| المخطط (2012) | المركز | المصادر |
| ------------- | ------ | ------- |
| فرنسا         | 175    | [ 53 ]  |

## الشهادات
| الدولة  | الشهادات | المبيعات | المصادر |
| ------- | -------- | -------- | ------- |
| بلجيكا  | ذهبي     | 15,000   | [ 54 ]  |
| إيطاليا | ذهبي     | 15,000   | [ 55 ]  |
| سويسرا  | ذهبي     | 15,000   | [ 56 ]  |

## تاريخ الإصدار
| الدولة           | التاريخ        | نوع التحميل         | شركة الإنتاج        | المصادر       |
| ---------------- | -------------- | ------------------- | ------------------- | ------------- |
| الولايات المتحدة | 3 مايو، 2011   | ريذمك، إيربان راديو | تسجيلات ديف جام     | [ 57 ] [ 58 ] |
| الدنمارك         | 11 يوليو، 2011 | تحميل رقمي          | يونيفرسال الموسيقية | [ 59 ]        |
| فرنسا            | 11 يوليو، 2011 | تحميل رقمي          | يونيفرسال الموسيقية | [ 60 ]        |
| هولندا           | 11 يوليو، 2011 | تحميل رقمي          | يونيفرسال الموسيقية | [ 61 ]        |
| سويسرا           | 11 يوليو، 2011 | تحميل رقمي          | يونيفرسال الموسيقية | [ 62 ]        |
| إيطاليا          | 5 أغسطس، 2011  | راديو               | يونيفرسال الموسيقية | [ 63 ]        |